# 凹脉紫金牛
凹脉紫金牛（学名：Ardisia brunnescens）为紫金牛科報春花科下的一个种。

## 扩展阅读
- 維基物種上的相關：凹脉紫金牛